# Eumathes cuprascens
Eumathes cuprascens är en skalbaggsart som beskrevs av Bates 1874. Eumathes cuprascens ingår i släktet Eumathes och familjen långhorningar.
Artens utbredningsområde är:
- Costa Rica.
- Nicaragua.
- Panama.

Inga underarter finns listade i Catalogue of Life.